# Синдром Лускунчика
Синдром Лускунчика — патологічний процес, що супроводжується стисненням лівої ниркової вени між черевною аортою та верхньою брижовою артерією, хоча існують і інші варіанти. Виниклий тиск на вену перешкоджає кровотоку. Як наслідок кров тече назад в інші вени й викликає їхнє набрякання.
Назва походить від того факту, що в сагітальній площині та/або поперечній площині брижова артерія та черевна аорта (з деякою уявою) виглядають як горіхокол, який дробить горіх (ниркову вену). Крім того, венозна кров з лівої статевої вени, яка повертається в ліву ниркову вену, блокується, що спричиняє біль у лівому яєчку (у розмовній мові — «горіховий біль»).

## Симптоми
Синдром іноді проходить безсимптомно, але наявність симптомів часто спостерігається на рівні сечостатевої системи. Зокрема, загальновизнаною є поява сильно видимої гематурії, тобто червонувата сеча з'являється, коли кров також викидається під час сечовипускання. Часто з'являється варикозне розширення вен внутрішніх органів і ніг, а також закладеність тазу. Інколи проявляються односторонні болі в попереку, дискомфорт, інтенсивність якого може бути дуже різною залежно від випадку. Крім того, у жінок може спостерігатися дисменорея або порушення регуляції менструального циклу. Іноді під час статевого акту спостерігаються диспауренія або біль, які також можуть спричинити емоційні розлади. Протеїнурія, або викид білка через сечу, також може спостерігатися, особливо у молодих людей.

## Діагностика
Захворювання діагностують за допомогою УЗД; у сумнівних випадках використовують КТ-ангіографію, МР-ангіографію або магнітно-резонансну венографію.

## Лікування
У легких випадках достатньо спостереження та систематичної реабілітації — корекція або гальмування прогресування дефекту постави. Імплантація стента в ниркову вену рідко проводиться через відсутність стентів, призначених для ниркових вен. В крайніх випадках розглядається аутотрансплантація нирки з імплантацією її судинної ніжки в іншому місці.